# Eduard Sausmikat
Eduard „Edu“ Sausmikat (* 26. September 1911 in Osnabrück; † 20. September 1999 in Osnabrück) war ein deutscher Fußballspieler und -trainer, der beim VfL Osnabrück spielte. 

## Laufbahn
Sausmikat stammte aus Osnabrück und spielte in der Jugend für den VfR Voxtrup. 1928 kam er zum VfL Osnabrück und schaffte 1933 den Sprung in die erste Mannschaft. Als Verteidiger gehörte er zur legendären Gartlager-Elf, die unter Trainer Walter Hollstein 1939 und 1940 als Meister der Gauliga Niedersachsen in die Endrunde um die Deutsche Meisterschaft einzog. Zum Abschluss seiner aktiven Karriere spielte er bei Raspo Osnabrück.
1952 erwarb Edu Sausmikat als einer der ersten deutschen Trainer die Fußballlehrerlizenz. Zunächst war der im Hauptberuf bei der Deutschen Bundesbahn arbeitende Susmikat als Trainer im höherklassigen Amateurbereich bei Schinkel 04, dem SV Ennigloh 09, Union Herford, dem FC Lübbecke, Eintracht Mettingen, der Ibbenbürener Spvg und den Sportfreunden Oesede. Im Anschluss betreute er beim VfL Osnabrück Amateur- und Jugendmannschaften. Von 1975 bis 1977 war Susmikat Assistenztrainer unter Reinhold Ertel und danach Siegfried Melzig für die Zweitligamannschaft. Nach der Entlassung von Melzig als Chefcoach betreute er das Team um Gerd-Volker Schock, Lothar Gans und Herbert Mühlenberg in der Endphase der Zweitligasaison 1976/77. 
Von 1964 bis 1991 führte er die Verbandsgruppe Nord des Bundes Deutscher Fußballlehrer. 
Edu Sausmikat starb am 20. September 1999, nachdem er bereits im August während eines Spiels des VfL gegen TuS Celle einen Herzinfarkt erlitten hatte.